# Daisy Bell
"Daisy Bell (Bicycle Built for Two)" é uma canção escrita em 1892 pelo compositor britânico Harry Dacre com o refrão em inglês "Daisy, Daisy / Give me your answer, do. / I'm half crazy / all for the love of you", terminando com as palavras em inglês "a bicycle built for two". Diz-se que a canção foi inspirada por Daisy Greville, Condessa de Warwick, uma das muitas amantes do Rei Eduardo VII. É a primeira canção cantada usando síntese de fala por computador pelo IBM 7094 em 1961, um feito que foi referenciado no filme 2001: Uma Odisseia no Espaço (1968).

## História
"Daisy Bell" foi composta por Harry Dacre em 1892. Como David Ewen escreve em American Popular Songs:
 
Quando Dacre, um compositor popular inglês, chegou aos Estados Unidos, trouxe consigo uma bicicleta, pela qual foi cobrado imposto de importação. Seu amigo William Jerome, outro compositor, comentou levianamente: "Que sorte você não ter trazido uma bicicleta feita para dois, senão teria que pagar imposto dobrado." Dacre ficou tão impressionado com a frase "bicicleta feita para dois" que logo a usou em uma música. Essa música, Daisy Bell, fez sucesso pela primeira vez em um music hall de Londres, em uma apresentação de Katie Lawrence. Tony Pastor foi o primeiro a cantá-la nos Estados Unidos. Seu sucesso na América começou quando Jennie Lindsay arrasou no Atlantic Gardens, no Bowery, no início de 1892.
A canção foi originalmente gravada e lançada por Dan W. Quinn em 1893.
Há uma flor dentro do meu coração, Daisy, Daisy!

Plantada um dia por um dardo reluzente,

Plantada por Daisy Bell!

Se ela me ama ou não,

Às vezes é difícil dizer;

No entanto, estou ansioso para compartilhar o destino

Da linda Daisy Bell!

Daisy, Daisy,

Dê-me sua resposta, faça!

Estou meio louco,

Tudo pelo seu amor!

Não será um casamento elegante,

Não posso pagar uma carruagem,

Mas você ficará doce no assento

De uma bicicleta feita para dois!

Nós iremos "tandem" como marido e mulher, Daisy, Daisy!

"Pedalando" pela estrada da vida,

Eu e minha Daisy Bell!

Quando a estrada está escura, podemos desprezar

Policiais e "lâmpadas" também;

Há "luzes brilhantes" nos olhos deslumbrantes

Da linda Daisy Bell!

(Refrão)

Eu ficarei ao seu lado na "roda" ou na desgraça, Daisy, Daisy!

Você será o sino(e) que eu tocarei, você sabe!

Doce pequena Daisy Bell!

Você assumirá a "liderança" em cada "viagem" que fizermos,

Então, se eu não fizer bem;

Eu permitirei que você use o freio,

Minha linda Daisy Bell!

(Refrão)

## Na cultura popular

### Computação e tecnologia
- Em 1961, um IBM 7094 nos Laboratórios Bell foi programado para cantar "Daisy Bell" na primeira demonstração de síntese de fala por computador. Esta gravação foi incluída no Registro Nacional de Gravações dos Estados Unidos.[5][6]
- Em 1974, pesquisadores auditivos usaram a melodia de "Daisy Bell" para a primeira demonstração de percepção "dicótica pura" (apenas nos dois ouvidos): eles codificaram a melodia em um sinal estereofônico de tal forma que ela pudesse ser percebida ao ouvir com ambos os ouvidos, mas não apenas com um deles.[7]
- Em 1975, Steve Dompier, membro do Homebrew Computer Club, programou um computador Altair 8800 para reproduzir Daisy como interferência de rádio AM.[8]
- Em 1985, Christopher C. Capon criou um programa do Commodore 64 chamado "Sing Song Serenade", que fazia com que a unidade de disquete do Commodore 1541 emitisse a melodia de "Daisy Bell" diretamente de seu hardware movendo rapidamente a cabeça de leitura/gravação.[9]
- Em 1999, um software de computador chamado BonziBuddy cantava Daisy Bell se o usuário pedisse para cantar.[10]
- A assistente pessoal da Microsoft, Cortana, pode cantar a primeira linha de Daisy quando solicitada a cantar uma música.[11][12]

### Filmes
- Em 1941, os Eton Boys estrelaram um curta-metragem musical interpretando a música, incluindo andar de bicicleta dupla.
- O autor de ficção científica Arthur C. Clarke testemunhou a demonstração do IBM 7094 durante uma viagem aos Laboratórios Bell em 1962 e se referiu a ela no romance e filme de 1968 2001: A Space Odyssey, no qual o computador HAL 9000 canta "Daisy Bell" durante sua desativação gradual.[13]
- Oliver Reed canta a música "Daisy Bell" no filme Trágica Decisão de 1972.